# Gioachino Rossini
Gioachino Rossini (Pésaro, Estados Pontificios, 29 de febrero de 1792-Passy, París, Segundo Imperio francés, 13 de noviembre de 1868) fue un compositor italiano que ganó fama por sus 39 óperas, aunque también escribió muchas canciones, algunas piezas de música de cámara y piano y algo de música sacra. Estableció nuevos estándares tanto para la ópera cómica como para la seria antes de retirarse de la composición a gran escala cuando aún estaba en la treintena de edad, en el apogeo de su popularidad.
Nacido en Pésaro de padres músicos, su padre trompetista y su madre cantante, Rossini comenzó a componer a los 12 años y fue educado en la escuela de música de Bolonia. Su primera ópera se representó en Venecia en 1810 cuando tenía 18 años. En 1815, se comprometió a escribir óperas y dirigir teatros en Nápoles. En el período 1810-1823 escribió 34 óperas para la escena italiana que se representaron en Venecia, Milán, Ferrara, Nápoles y otros lugares. Esta productividad requería un enfoque casi formulado para algunos componentes (como las oberturas) y una cierta cantidad de autopréstamo. Durante este período produjo sus obras más populares, incluidas las óperas cómicas La italiana en Argel, El turco en Italia, El barbero de Sevilla y La Cenicienta, que llevó a su máxima expresión la tradición de la ópera bufa que heredó de maestros como Domenico Cimarosa y Giovanni Paisiello. También compuso obras de ópera seria como Tancredi, Otelo, La dama del lago y Semiramide. Todas estas atrajeron admiración por su innovación en melodía, color armónico e instrumental y de forma dramática. En 1824, la Ópera de París lo contrató, para la que produjera una ópera para celebrar la coronación de Carlos X, El viaje a Reims (reutilizada más tarde para su primera ópera en francés, El conde Ory), revisiones de dos de sus óperas italianas, Le Siège de Corinthe y Mosè in Egitto, y en 1829 su última ópera, Guillermo Tell.
La retirada de Rossini de la ópera durante los últimos 40 años de su vida nunca ha sido completamente explicada. Los factores que contribuyeron pudieron haber sido su mala salud, la riqueza que le había aportado su éxito y el surgimiento de una grand opéra espectacular con compositores como Giacomo Meyerbeer. Desde principios de la década de 1830 hasta 1855, cuando dejó París y se estableció en Bolonia, Rossini escribió relativamente poco. A su regreso a París en 1855 se hizo famoso por sus salones musicales de los sábados, a los que asistían regularmente músicos y círculos artísticos y de moda de París, para los que escribió las entretenidas piezas Péchés de vieillesse. Entre los invitados se incluyeron a Franz Liszt, Antón Rubinstein, Giuseppe Verdi, Meyerbeer y Joseph Joachim. La última gran composición de Rossini fue su Petite Messe Solennelle de 1863.

## Biografía

### Infancia
Gioachino Antonio Rossini nació el 29 de febrero de 1792 en Pésaro, una ciudad en la costa adriática de Italia que entonces formaba parte de los Estados Pontificios. Fue el único hijo de Giuseppe Rossini, trompetista y trompista, y su esposa Anna, de soltera Guidarini, costurera de oficio e hija de un panadero. Giuseppe Rossini era encantador, pero impetuoso e irresponsable. La carga de mantener a la familia y criar al niño recayó principalmente en Anna, con algo de ayuda de su madre y de su suegra. Stendhal, quien publicó una colorida biografía de Rossini en 1824, escribió:

Rossini's portion from his father, was the true native heirship of an Italian: a little music, a little religion, and a volume of Ariosto. The rest of his education was consigned to the legitimate school of southern youth, the society of his mother, the young singing girls of the company, those prima donnas in embryo, and the gossips of every village through which they passed. This was aided and refined by the musical barber and news-loving coffee-house keeper of the Papal village.
La porción de Rossini de su padre fue la verdadera herencia nativa de un italiano: un poco de música, un poco de religión y un volumen de Ariosto. El resto de su educación se consagró a la legítima escuela de la juventud sureña, la sociedad de su madre, las jóvenes cantantes de la compañía, esas prima donnas en embrión y los chismes de cada pueblo por el que pasaban. El barbero musical y el encargado de la cafetería del pueblo papal, amante de las noticias, lo ayudaron y refinaron.

Giuseppe, conocido como Vivazza (vivaz), fue encarcelado al menos dos veces: primero, en 1790, por insubordinación a las autoridades locales en una disputa sobre su empleo como trompetista de la ciudad; y, en 1799 y 1800, por su activismo republicano y el apoyo de las tropas de Napoleón contra los benefactores austríacos del papa. En 1798, cuando Rossini tenía seis años, su madre comenzó una carrera como cantante profesional en ópera cómica y durante poco más de una década tuvo un éxito considerable en ciudades como Trieste y Bolonia, antes de que su inexperta voz comenzara a fallar.
En 1802, la familia se trasladó a Lugo, cerca de Rávena, donde Rossini recibió una educación básica en italiano, latín y aritmética, además de música. Estudió trompa con su padre y otra música con un sacerdote, Giuseppe Malerbe, cuya extensa biblioteca contenía obras de Joseph Haydn y Wolfgang Amadeus Mozart, ambos poco conocidos en Italia en ese momento, pero inspiradores para el joven Rossini. Aprendió rápido y, a la edad de doce años, había compuesto un conjunto de seis sonatas para cuatro instrumentos de cuerda, que fueron interpretadas bajo la tutela de un mecenas rico en 1804. Dos años más tarde, lo admitieron en el recientemente inaugurado Liceo Musicale de Bolonia, bajo la tutela del sacerdote Stanislao Mattei, donde inicialmente estudió canto, violonchelo y piano, y poco después se unió a la clase de composición. Escribió algunas obras sustanciales mientras era estudiante, incluida una misa y una cantata, y después de dos años lo invitaron a continuar sus estudios. Rechazó la oferta: el estricto régimen académico del Liceo le había proporcionado una sólida técnica compositiva, pero como afirma su biógrafo Richard Osborne, «su instinto de continuar su educación en el mundo real finalmente se afirmó».
Mientras aún estaba en el Liceo, Rossini había actuado en público como cantante y trabajado en teatros como répétiteur y solista de teclado. En 1810, a petición del popular tenor Domenico Mombelli, escribió su primera partitura operística, un drama operístico serio en dos actos, Demetrio y Polibio, con libreto de la esposa de Mombelli. Se representó públicamente en 1812, después de los primeros éxitos del compositor. Rossini y sus padres llegaron a la conclusión de que su futuro estaba en la composición de óperas. El principal centro operístico del noreste de Italia era Venecia y bajo la tutela del compositor Giovanni Morandi, amigo de la familia, se mudó allí a finales de 1810, cuando tenía dieciocho años.

### Primeras óperas (1810-1815)

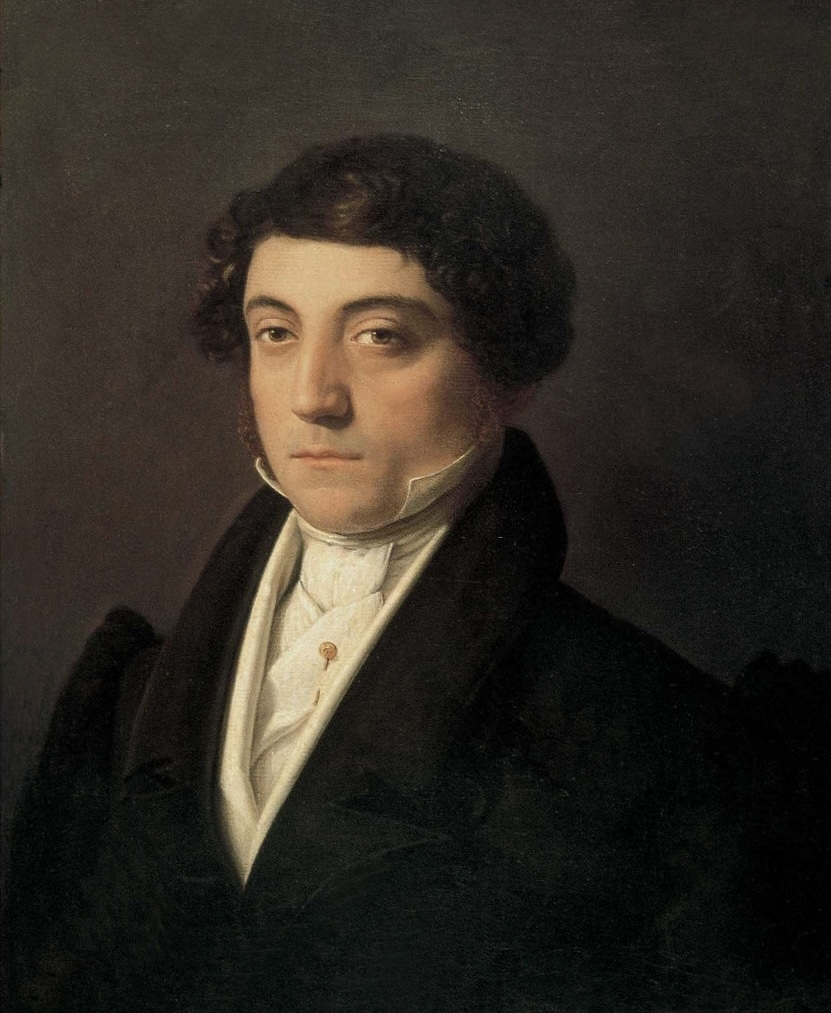
Gioachino Rossini en 1815

La primera ópera de Rossini que se representó fue El contrato de matrimonio, una comedia en un solo acto, presentada en el pequeño Teatro San Moisè en noviembre de 1810. La pieza fue un gran éxito y Rossini recibió lo que entonces le pareció una considerable suma: «cuarenta escudos, una cantidad que nunca había visto junta». Más tarde, describió el San Moisè como un teatro ideal para un joven compositor que aprende su oficio -«todo tendía a facilitar el debut de un compositor novato»: no tenía coro y una pequeña compañía de protagonistas; su repertorio principal consisía en óperas cómicas en un acto (farsas), escenificadas con escenografías modestas y ensayos mínimos. Siguió el éxito de su primera pieza con tres farsas más para la casa: El engaño afortunado (1812), La escala de seda (1812) e Il signor Bruschino (1813).
Mantuvo sus vínculos con Bolonia, donde en 1811 tuvo éxito al dirigir Las estaciones de Haydn y un fracaso con su primera ópera de larga duración, El curioso malentendido. También trabajó para teatros de ópera en Ferrara y Roma. A mediados de 1812, recibió un encargo de La Scala de Milán donde su comedia en dos actos La piedra de toque tuvo cincuenta y tres funciones, un desarrollo considerable para la época, que no sólo le trajo beneficios económicos, sino también la exención del servicio militar y el título de maestro di cartello (un compositor cuyo nombre en carteles publicitarios garantizaba un teatro lleno). Al año siguiente, su primera ópera seria, Tancredi, obtuvo buenos resultados en La Fenice de Venecia e incluso mejores en Ferrara, con un final trágico reescrito. El éxito de Tancredi hizo que el nombre de Rossini fuera conocido internacionalmente; siguieron producciones de la ópera en Londres (1820) y Nueva York (1825). A las pocas semanas de Tancredi, Rossini tuvo otro éxito de taquilla con su comedia La italiana en Argel, compuesta a toda prisa y estrenada en mayo de 1813.
1814 fue un año menos notable para el compositor en ascenso, ni El turco en Italia ni Sigismondo complacieron al público milanés ni veneciano, respectivamente. 1815 marcó una etapa importante en su carrera. En mayo se trasladó a Nápoles, para asumir el cargo de director de música de los teatros reales. Entre estos se incluía el Teatro de San Carlos, el teatro de ópera más importante de la ciudad. Su gerente, Domenico Barbaja, iba a ser una influencia importante en la carrera del compositor allí.

### Nápoles yEl barbero(1815-1820)

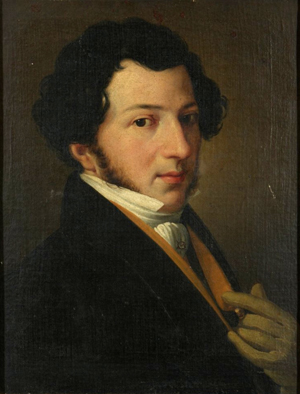
Gioachino Rossini circa 1815

El establecimiento musical de Nápoles no le dio la bienvenida de inmediato a Rossini, quien fue visto como un intruso en sus preciadas tradiciones operísticas. La ciudad había sido una vez la capital operística de Europa; la memoria de Domenico Cimarosa era venerada y Giovanni Paisiello aún vivía, pero no había compositores locales de ninguna talla que los siguieran y Rossini rápidamente se ganó el público y la crítica. Su primera obra para San Carlos, Isabel, reina de Inglaterra fue un dramma per musica en dos actos, en el que reutilizó partes sustanciales de sus obras anteriores, desconocidas para el público local. Los expertos Philip Gossett y Patricia Brauner escriben: «Es como si Rossini quisiera presentarse al público napolitano ofreciendo una selección de la mejor música de óperas que es poco probable que se reviva en Nápoles». La nueva ópera fue recibida con tremendo entusiasmo, al igual que el estreno napolitano de La italiana en Argel y la posición del compositor en la ciudad estuvo asegurada.
Por primera vez, pudo escribir regularmente para una compañía residente de cantantes de primer nivel y una excelente orquesta, con ensayos adecuados y horarios que hacían innecesario componer con prisa para cumplir con los plazos. Entre 1815 y 1822, compuso dieciocho óperas más: nueve para Nápoles y nueve para teatros de ópera en otras ciudades. En 1816, para el Teatro Argentina de Roma y con libreto de Cesare Sterbini, compuso la ópera que se convertiría en su más conocida: El barbero de Sevilla. Ya existía una ópera popular de ese título de Paisiello y la versión de Rossini recibió originalmente el mismo título que su héroe, Almaviva. A pesar de una noche de estreno infructuosa, con contratiempos en el escenario y muchos miembros de la audiencia a favor de Paisiello y en contra de Rossini, la ópera se convirtió rápidamente en un éxito y en el momento de su primera reposición, en Bolonia, unos meses después, fue facturada por su actual título y rápidamente eclipsó la obra de Paisiello.

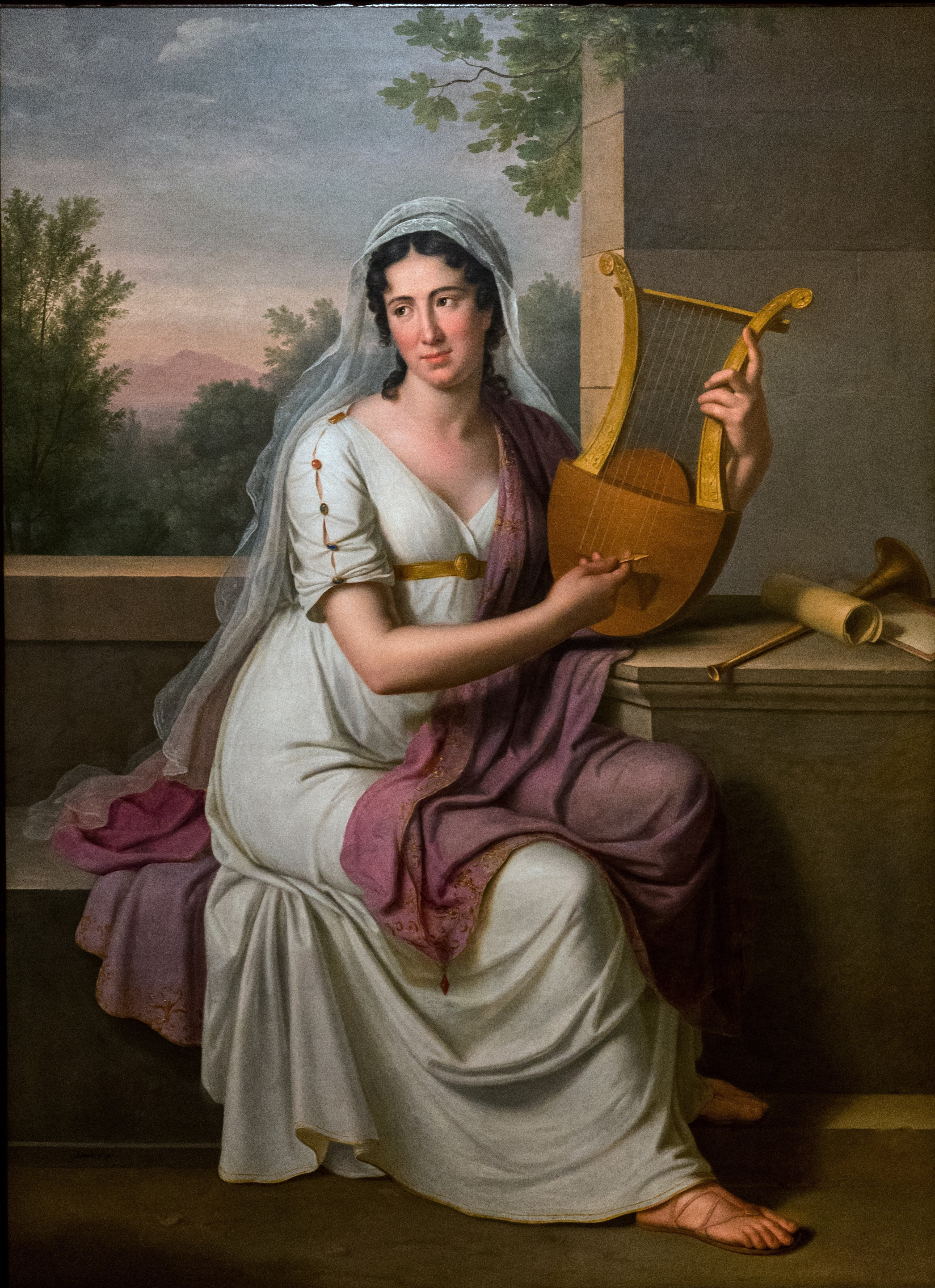
Isabella Colbran, esposa del compositor, en 1817

Las óperas de Rossini para el Teatro San Carlos fueron piezas sustanciales, principalmente serias. Su Otelo (1816) provocó que Lord Byron escribiera: «Han estado crucificando a Otelo en una ópera: buena música, pero lúgubre, ¡pero en cuanto a las palabras!». No obstante, la pieza demostró ser popular en general y mantuvo el escenario en frecuentes nuevos montajes hasta que fue eclipsada por la versión de Giuseppe Verdi, siete décadas después. Entre sus otras obras para la casa se encuentran Mosè in Egitto (1818), basada en la historia bíblica de Moisés y El Éxodo de Egipto, y La dama del lago (1819), basada en el poema homónimo de Walter Scott. Para La Scala escribió la ópera semiseria La gazza ladra (1817) y para Roma su versión del cuento de Cenicienta, La Cenicienta (1817). En 1817, tuvo lugar la primera representación de una de sus óperas (La italiana) en el Théâtre-italien de París, cuyo éxito llevó a que otras de sus óperas se representaran allí y, finalmente, a su contrato en París de 1824 a 1830.
Rossini mantuvo su vida personal lo más privada posible, pero era conocido por su propensión por las cantantes de las compañías con las que trabajaba. Entre sus amantes en sus primeros años estuvieron Ester Mombelli (la hija de Domenico) y Marietta Marcolini de la compañía de Bolonia. Con mucho, la más importante de estas relaciones, tanto personales como profesionales, fue con Isabella Colbran, prima donna del Teatro San Carlos (y antigua amante de Barbaia). Rossini la había oído cantar en Bolonia en 1807 y, cuando se mudó a Nápoles, escribió una sucesión de papeles importantes para ella en sus óperas.

### Viena y Londres (1820-1824)

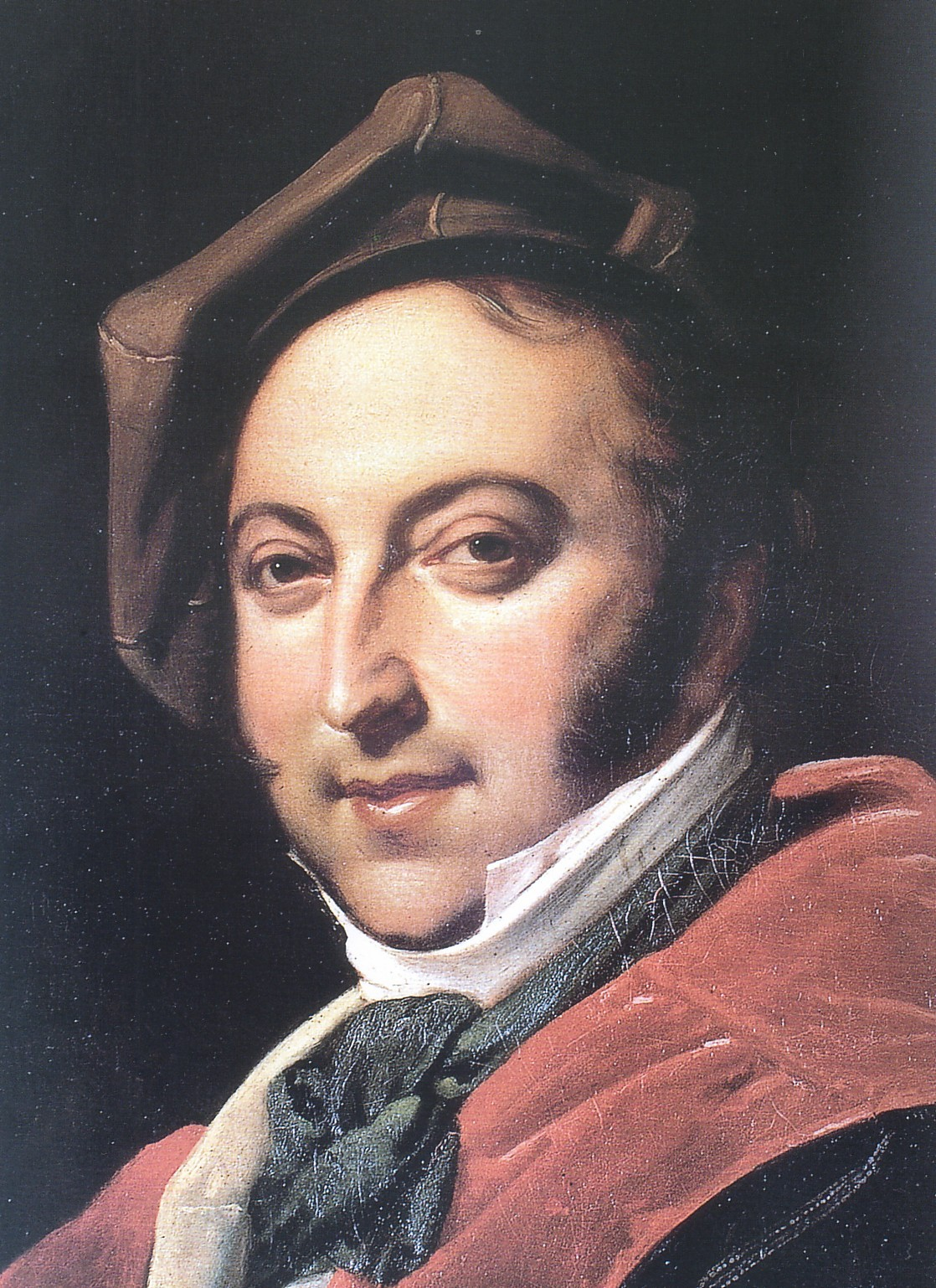
Gioachino Rossini en 1820

A principios de la década de 1820, Rossini comenzaba a cansarse de Nápoles. El fracaso de su tragedia operística Ermione el año anterior lo convenció de que el público napolitano y él estaban hartos el uno del otro. Una insurrección en Nápoles contra la monarquía, aunque rápidamente sofocada, lo inquietó. Cuando Barbaja firmó un contrato para llevar la compañía a Viena, el compositor se alegró de unirse a ellos, pero no le reveló a Barbaja que no tenía intención de regresar a Nápoles después. Viajó con Colbran, en marzo de 1822, interrumpiendo su viaje en Bolonia, donde se casaron en presencia de sus padres en una pequeña iglesia en Castenaso a pocos kilómetros de la ciudad. La novia tenía treinta y siete años, el novio treinta.
En Viena, Rossini recibió una bienvenida de héroe. Sus biógrafos lo describen como «entusiasmo febril sin precedentes», «fiebre por Rossini» y «casi histeria». Al autoritario canciller del Imperio austríaco, Klemens von Metternich, le gustó su música y la consideró libre de todas las posibles asociaciones revolucionarias o republicanas. Por lo tanto, estuvo dispuesto a permitir que la compañía San Carlo interpretara las óperas del compositor. En una temporada de tres meses tocaron seis de ellas, ante un público tan entusiasta que el asistente de Beethoven, Anton Schindler, lo describió como «una orgía idólatra».
Mientras estaba en Viena, escuchó la sinfonía Eroica de Beethoven y se sintió tan conmovido que decidió conocer al solitario compositor. Finalmente, logró hacerlo y luego describió el encuentro a muchas personas, incluidos Eduard Hanslick y Richard Wagner. Recordó que, aunque la conversación se vio obstaculizada por la sordera de Beethoven y la ignorancia de Rossini del alemán, Beethoven dejó en claro que pensaba que el talento de Rossini no era para la ópera seria y que «sobre todo» debería «hacer más Barbiere» (Barberos).

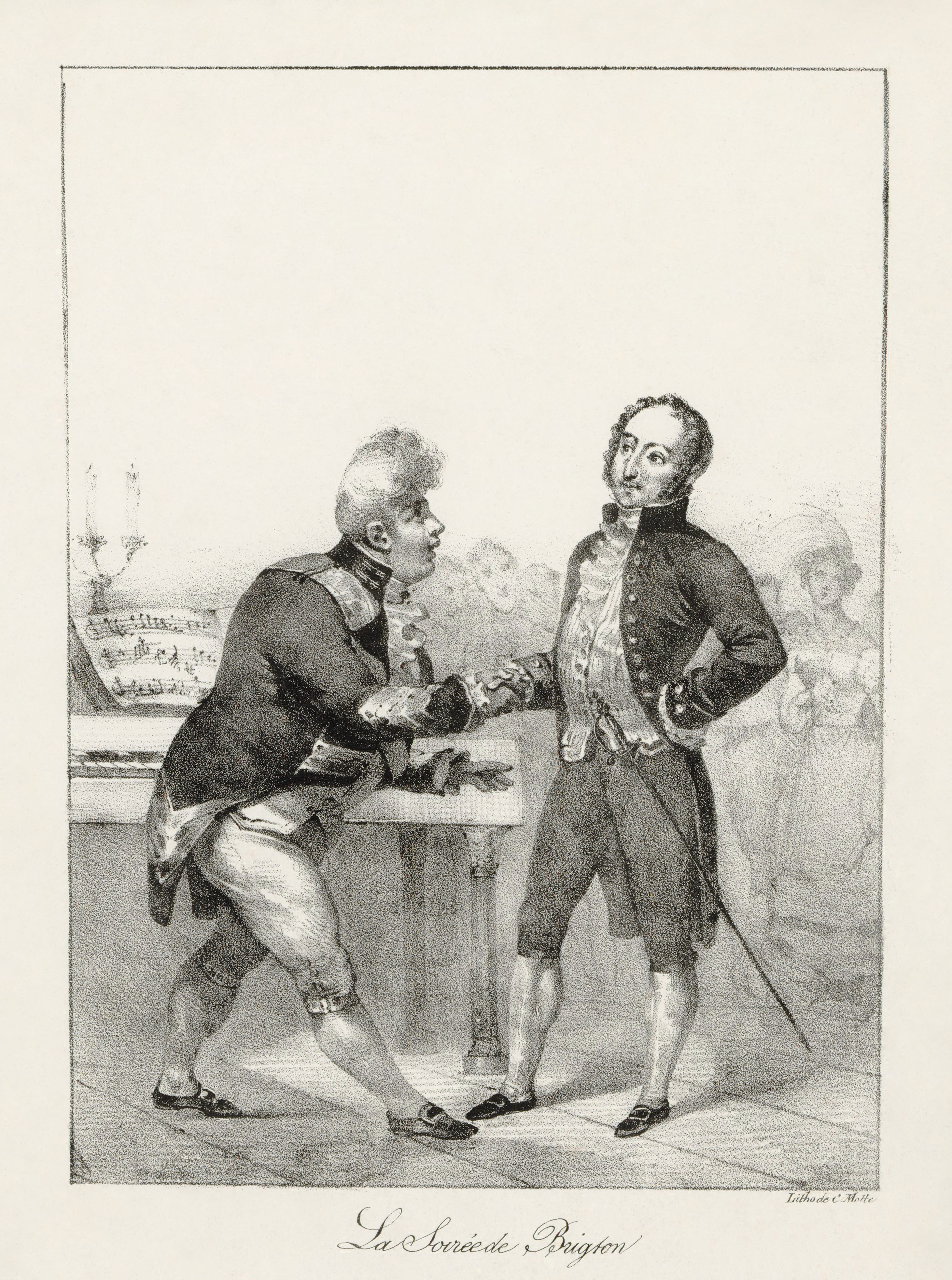
Encuentro entre Gioachino Rossini y Jorge IV en Brighton Pavilion en 1823. Litografía de Charles Motte

Después de la temporada de Viena, Rossini regresó a Castenaso para trabajar con su libretista, Gaetano Rossi, en Semiramide, encargado por La Fenice. Se estrenó en febrero de 1823, su última obra para el teatro italiano. Colbran la protagonizó, pero era evidente para todos que su voz estaba en serio declive, y Semiramide terminó su carrera en Italia. La obra sobrevivió a esa gran desventaja y entró en el repertorio operístico internacional y se mantuvo popular durante todo el siglo XIX. En palabras de Richard Osborne, llevó «la carrera italiana [de Rossini] a un final espectacular».
En noviembre de 1823, Rossini y Colbran partieron hacia Londres, donde se les había ofrecido un lucrativo contrato. Se detuvieron durante cuatro semanas en París. Aunque no fue tan aclamado por los parisinos como lo había sido en Viena, tuvo una recepción excepcionalmente acogedora por parte del establishment musical y del público. Cuando asistió a una actuación de El barbero en el Théâtre-italien, los músicos lo aplaudieron, lo arrastraron al escenario y lo acompañaron con una serenata. Se ofreció un banquete para él y su esposa, al que asistieron importantes compositores y artistas franceses, y encontró agradable el clima cultural de la ciudad.
Una vez en Reino Unido, el rey Jorge IV recibió y valoró a Rossini, aunque el compositor ya no estaba impresionado por la realeza y la aristocracia. Rossini y Colbran habían firmado contratos para una temporada de ópera en el King's Theatre de Haymarket. Sus deficiencias vocales eran un serio problema y se retiró de mala gana de la actuación. La opinión pública no mejoró por el hecho de que Rossini no proporcionara una nueva ópera, como prometió. El impresario, Vincenzo Benelli, incumplió su contrato con el compositor, pero esto no lo supieron la prensa ni el público de Londres, quienes culparon a Rossini.
En una biografía del compositor de 2003, Gaia Servadio comenta que Rossini y Reino Unido no fueron hechos el uno para el otro. Estaba postrado por el cruce del Canal y era poco probable que se entusiasmara con el clima o la cocina inglesa. Aunque su estancia en Londres fue económicamente gratificante, —la prensa británica informó con desaprobación que había ganado más de 30 000 libras— estaba feliz de firmar un contrato en la embajada francesa en Londres para regresar a París, donde se había sentido mucho más en casa.

### París y últimas óperas (1824-1829)

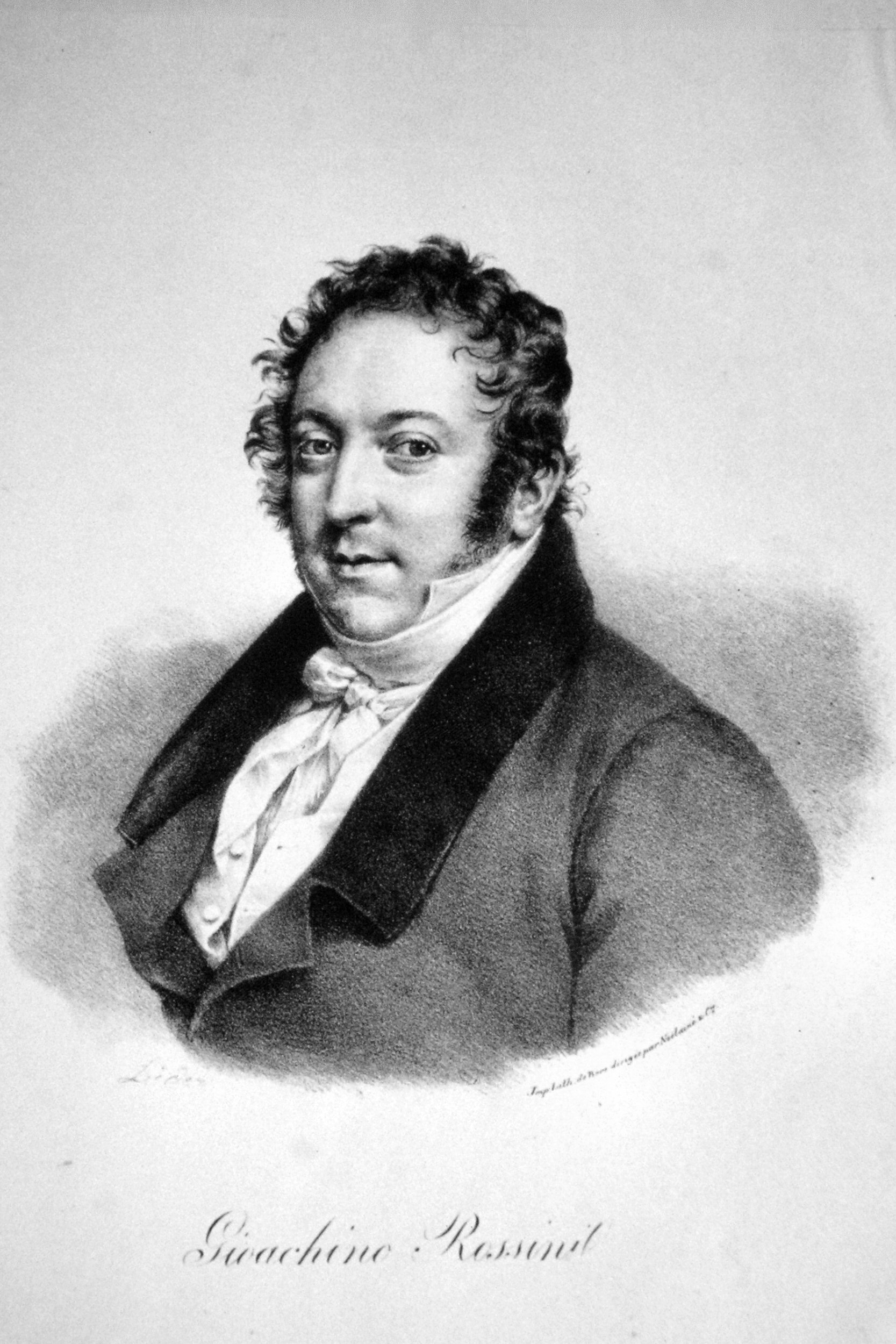
Rossini hacia 1830

El nuevo y altamente remunerado contrato de Rossini con el gobierno francés se negoció bajo el reinado de Luis XVIII, quien murió en septiembre de 1824, poco después de la llegada del compositor a París. Se acordó que el compositor produciría una grand opéra para la Académie Royale de Musique y una ópera bufa o una ópera semiseria para el Théâtre-italien. También iba a ayudar a dirigir el último teatro y revisar una de sus primeras obras para un nuevo montaje allí. La muerte del rey y el ascenso de Carlos X al trono cambiaron sus planes y su primera obra nueva para París fue El viaje a Reims, un entretenimiento operístico ofrecido en junio de 1825 para celebrar la coronación del rey. Fue la última ópera de Rossini con libreto italiano. Permitió sólo cuatro representaciones de la pieza, con la intención de reutilizar lo mejor de la música en una ópera menos efímera. Aproximadamente la mitad de la partitura de El conde Ory (1828) proviene de la obra anterior.
La jubilación forzada de Colbran puso a prueba el matrimonio de los Rossini, dejándola desocupada mientras él continuaba siendo el centro de atención musical y constantemente solicitado. Se consoló con lo que Servadio describe como «un nuevo placer en las compras». Para Rossini, París ofrecía continuas delicias gourmet y comenzó a aparecer su forma cada vez más oronda.
La primera de las cuatro óperas que Rossini escribió con libretos franceses fueron Le Siège de Corinthe (1826) y Moïse et Pharaon (1827). Ambas fueron reelaboraciones sustanciales de piezas escritas para Nápoles: Maometto II y Mosè in Egitto. Tuvo mucho cuidado antes de comenzar a trabajar en la primera, ya que aprendió a hablar francés y se familiarizó con las formas operísticas tradicionales francesas de declamar el idioma. Además de dejar caer parte de la música original que tenía un estilo ornamentado pasado de moda en París, se acomodó a las preferencias locales al agregar bailes, números de himnos y un papel más importante para el coro.
Su madre murió en 1827. Se había dedicado a ella y sentió profundamente su pérdida. Ella y Colbran nunca se habían llevado bien y Servadio sugiere que después de la muerte de Anna, Rossini sintió resentimiento hacia la mujer sobreviviente en su vida.
En 1828, Rossini escribió El conde Ory, su única ópera cómica en francés. Su determinación de reutilizar la música de El viaje a Reims causó problemas a sus libretistas, que tuvieron que adaptar su trama original y escribir palabras en francés para que encajaran con los números italianos existentes, pero la ópera fue un éxito y se vio en Londres a los seis meses del estreno en París y en Nueva York en 1831. Al año siguiente, Rossini escribió su largamente esperada grand opéra francesa, Guillermo Tell, basada en la obra de 1804 de Friedrich Schiller que se inspiraba en la leyenda de Guillermo Tell.

### Jubilación anticipada (1830-1855)

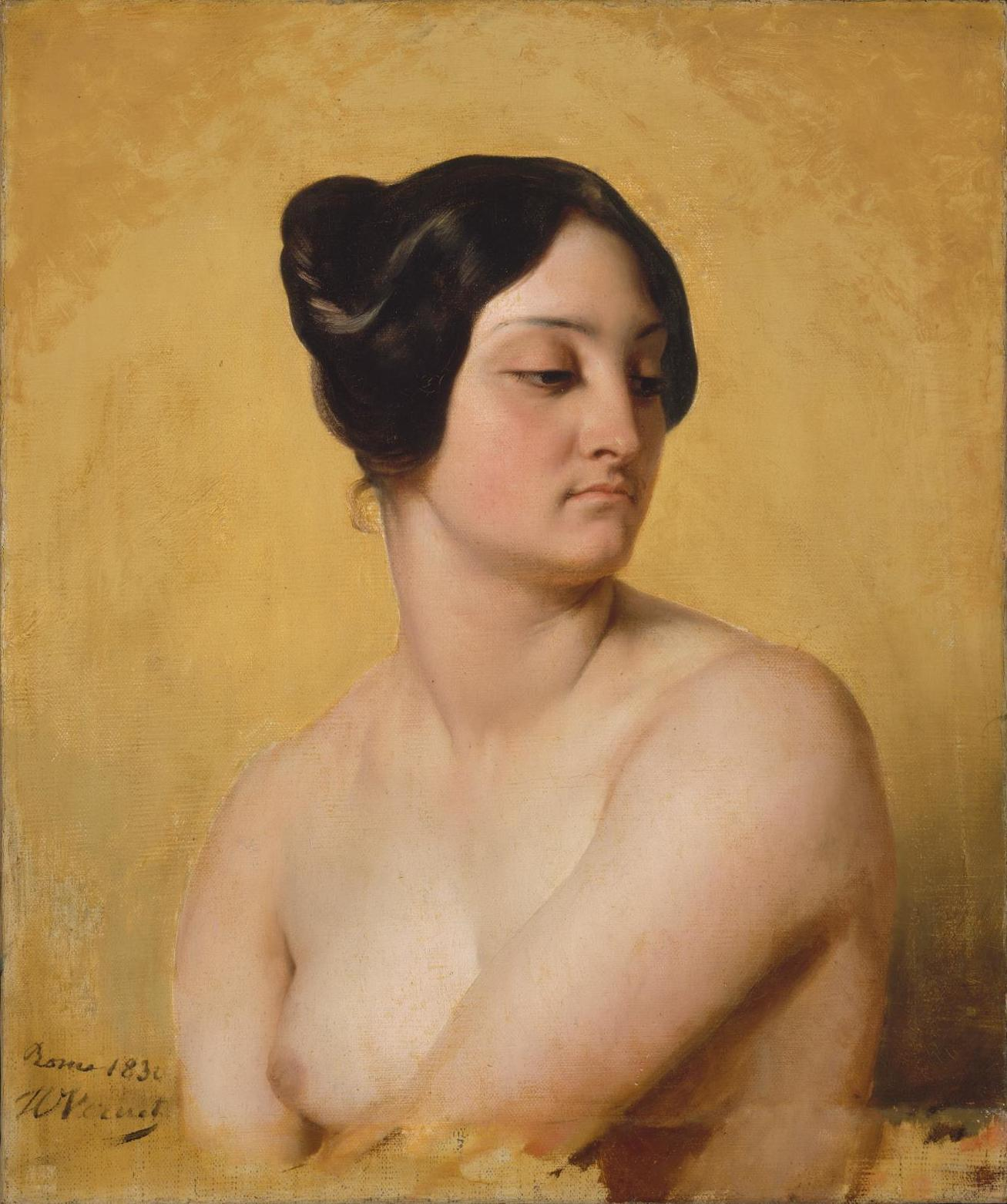
Olympe Pélissier en 1830

Guillermo Tell tuvo una buena recepción. La orquesta y los cantantes se reunieron fuera de la casa de Rossini después del estreno y realizaron el emocionante final del segundo acto en su honor. El periódico Le Globe comentó que había comenzado una nueva era de la música. Gaetano Donizetti comentó que los primeros y últimos actos de la ópera los escribió Rossini, pero que el acto intermedio lo había escrito Dios. La obra fue un éxito indudable, sin ser un gran éxito; el público tardó un poco en asimilarla y algunos cantantes la encontraron demasiado exigente. Sin embargo, fue producida en el extranjero pocos meses después del estreno y no había sospechas de que sería la última ópera del compositor.
Junto con Semiramide, Guillermo Tell es la ópera más larga de Rossini, con tres horas y cuarenta y cinco minutos, y el esfuerzo de componerlo lo dejó exhausto. Aunque al cabo de un año estaba planeando un tratamiento operístico de la historia de Fausto, los acontecimientos y la mala salud se apoderaron de él. Después de la inauguración de Guillermo Tell, los Rossini habían abandonado París y se alojaban en Castenaso. Al cabo de un año, los acontecimientos de París hicieron que Rossini se apresurara a regresar. Carlos X fue derrocado en una revolución en julio de 1830 y la nueva administración, encabezada por Luis Felipe I, anunció recortes radicales en el gasto público. Entre los recortes estaba la anualidad vitalicia de Rossini, ganada después de duras negociaciones con el régimen anterior. Intentar restaurar la anualidad fue una de las razones del compositor para regresar. La otra era para estar con su nueva amante, Olympe Pélissier. Dejó a Colbran en Castenaso y ella nunca regresó a París ni volvieron a vivir juntos.

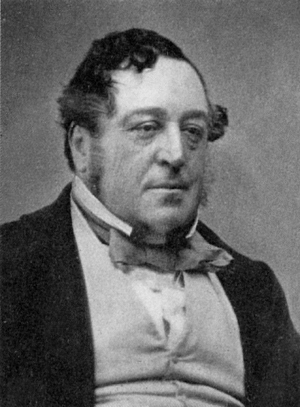
Gioachino Rossini, circa 1850

Las razones de su retirada de la ópera se han discutido continuamente durante su vida y desde entonces. Algunos han supuesto que a los treinta y siete años y con una salud variable, haber negociado una anualidad considerable con el gobierno francés y haber escrito treinta y nueve óperas, simplemente planeaba retirarse y cumplir con ese plan. En un estudio de 1934 del compositor, el crítico Francis Toye acuñó la frase «La Gran Renuncia» y calificó la jubilación de Rossini como un «fenómeno único en la historia de la música y difícil de igualar en toda la historia del arte»: «¿Hay algún otro artista que así deliberadamente, en la flor de la vida, haya renunciado a esa forma de producción artística que lo había hecho famoso en todo el mundo civilizado?». El poeta Heinrich Heine comparó el retiro de Rossini con el de William Shakespeare de la escritura: dos genios que reconocen cuándo habían logrado lo insuperable y no buscan seguirlo. Otros, entonces y más tarde, sugirieron que Rossini se había retirado debido al resentimiento por los éxitos de Giacomo Meyerbeer y Fromental Halévy en el género de la gran ópera. Los expertos en Rossini modernos generalmente ha descartado tales teorías, sosteniendo que el compositor no tenía intención de renunciar a la composición operística y que las circunstancias, más que la elección personal, hicieron de Guillermo Tell su última ópera. Gossett y Richard Osborne sugieren que la enfermedad pudo haber sido un factor importante en su jubilación. Aproximadamente desde ese momento, Rossini tenía mala salud intermitente, tanto física como mental. Había contraído gonorrea en años anteriores, lo que más tarde provocó efectos secundarios dolorosos, desde uretritis hasta artritis; sufría episodios de depresión debilitante, que los comentaristas han relacionado con varias causas posibles: ciclotimia o trastorno bipolar, o reacción a la muerte de su madre.
Rossini compuso poco durante los siguientes veinticinco años de Guillermo Tell, aunque Gossett comenta que sus relativamente pocas composiciones de las décadas de 1830 y 1840 no muestran decadencia en la inspiración musical. Incluyen las Soirées musicales (1830-1835: un conjunto de doce canciones para voces solistas o dúo y piano) y su Stabat Mater (comenzado en 1831 y terminado en 1841). Después de ganar su pelea con el gobierno por su anualidad en 1835, Rossini dejó París y se estableció en Bolonia. Su regreso a París en 1843 para recibir tratamiento médico por parte de Jean Civiale despertó la esperanza de que pudiera producir una nueva grand opéra: se rumoreaba que Eugène Scribe le estaba preparando un libreto sobre Juana de Arco. La Ópera de París se movió para presentar una versión francesa de Otelo en 1844 que también incluía material de algunas de las óperas anteriores del compositor. No está claro hasta qué punto, si es que lo hizo, Rossini estuvo involucrado en esta producción, que al final tuvo un mal recibimiento. Más controvertida fue la ópera pastiche Robert Bruce (1846), en la que el compositor, para entonces regresado a Bolonia, cooperó estrechamente seleccionando música de sus óperas pasadas que aún no se habían representado en París, en particular La dama del lago. La Ópera buscó presentar a Robert Bruce como una nueva ópera de Rossini. Pero, aunque Otelo podría al menos pretender ser genuino, canónico, Rossini, el historiador Mark Everist señala que los detractores argumentaron que Robert Bruce era simplemente «productos falsos y de una época pasada»; cita a Théophile Gautier lamentando que «la falta de unidad podría haber sido enmascarada por una interpretación superior; lamentablemente, la tradición de la música de Rossini se perdió en la Ópera hace mucho tiempo».
El período posterior a 1835 vio la separación formal de Rossini de su esposa, que permaneció en Castenaso (1837), y la muerte de su padre a la edad de ochenta años (1839). En 1845, Colbran enfermó gravemente y en septiembre Rossini la visitó; un mes después murió. Al año siguiente, Rossini y Pélissier se casaron en Bolonia. Los acontecimientos del Año de las Revoluciones en 1848 lo llevaron a alejarse del área de Bolonia, donde se sentía amenazado por la insurrección, y se estableció en Florencia, donde permaneció hasta 1855.
A principios de la década de 1850, su salud física y mental se había deteriorado hasta el punto en que su esposa y amigos temían por su cordura o por su vida. A mediados de la década, estaba claro que necesitaba regresar a París para recibir la atención médica más avanzada disponible en ese momento. En abril de 1855, los Rossini partieron para su último viaje desde Italia a Francia. Regresó a París a los sesenta y tres años y lo convirtió en su hogar por el resto de su vida.

### Últimos años (1855-1868)

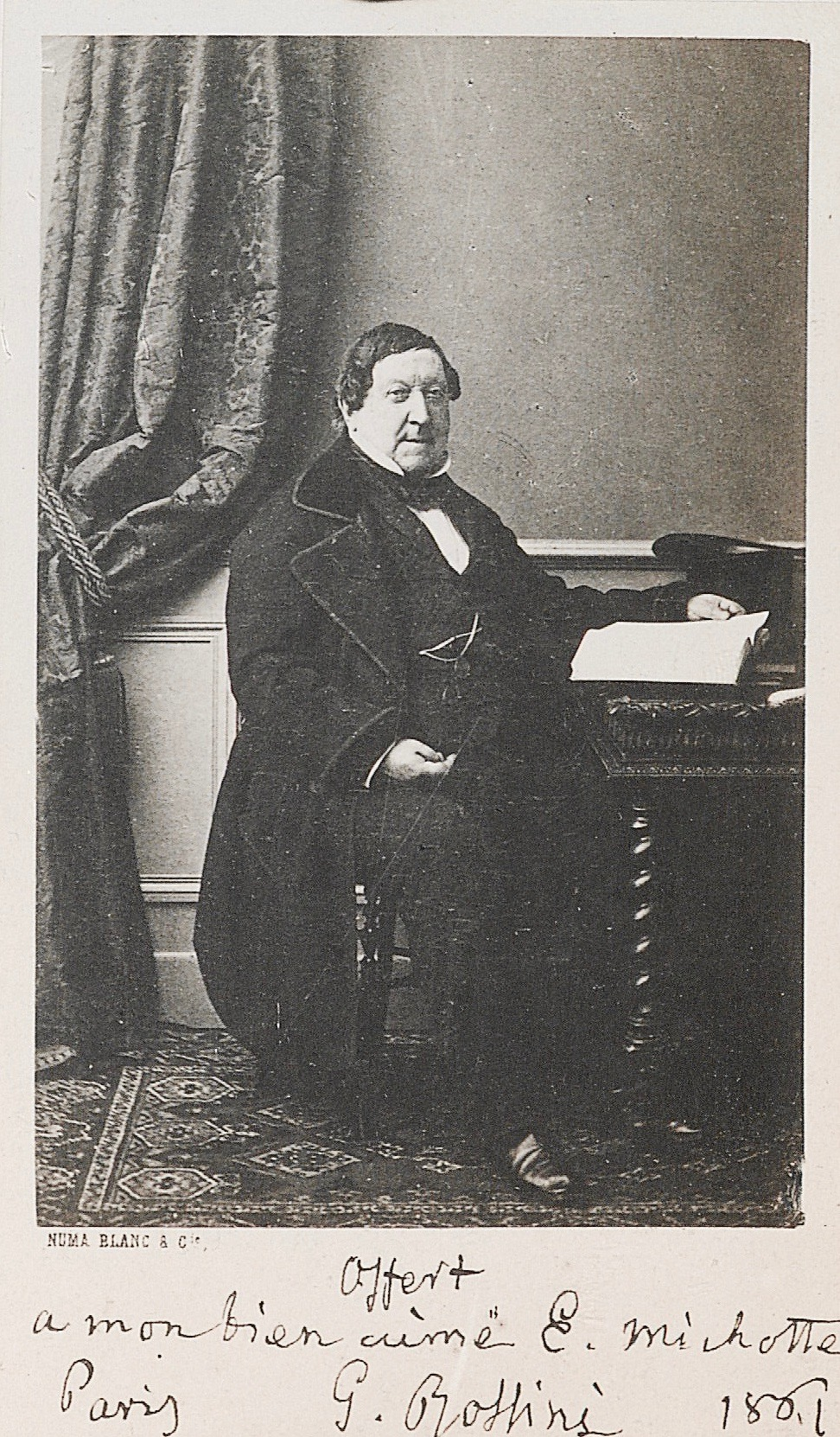
Rossini fotografiado por Nadar en 1861

Gossett observa que, aunque el relato de la vida de Rossini entre 1830 y 1855 resulta deprimente, «no es exagerado decir que, en París, Rossini volvió a la vida». Recuperó la salud y la alegría de vivir. Una vez establecido en la ciudad, mantuvo dos viviendas: un piso en la rue de la Chaussée-d'Antin, una elegante zona central, y una villa neoclásica construida para él en Passy, una comuna ahora absorbida por la ciudad, pero entonces semirrural. Él y su esposa establecieron un salón que se hizo famoso internacionalmente. La primera de sus reuniones del sábado por la noche: las samedi soirs, se celebró en diciembre de 1858, y la última, dos meses antes de su muerte en 1868.
Rossini comenzó a componer de nuevo. La música de su última década no estaba generalmente destinada a la interpretación pública y no solía poner fechas de composición en los manuscritos. En consecuencia, a los musicólogos les ha resultado difícil dar fechas definitivas para sus últimas obras, pero la primera, o entre las primeras, estaba el ciclo de canciones Musique anodine, dedicado a su esposa y presentado a ella en abril de 1857. Para sus reuniones semanales en los salones produjo más de 150 piezas, incluidas canciones, piezas para piano solo y obras de cámara para muchas combinaciones diferentes de instrumentos. Se refirió a ellas como sus Péchés de vieillesse (Pecados de la vejez). Los salones se llevaron a cabo tanto en Beau Séjour —la villa de Passy— como, en invierno, en el piso de París. Estas reuniones eran una característica habitual de la vida parisina (el escritor James Penrose observó que las personas bien conectadas podían asistir fácilmente a diferentes salones casi todas las noches de la semana), pero las samedi soirs de los Rossini se convirtieron rápidamente en las más solicitadas: «una invitación era el premio social más alto de la ciudad». La música, cuidadosamente elegida por Rossini, no era sólo suya, sino que incluía obras de Giovanni Battista Pergolesi, Joseph Haydn y Wolfgang Amadeus Mozart y piezas modernas de algunos de sus invitados. Entre los compositores que asistieron a los salones y, a veces, actuaron, estaban Daniel Auber, Charles Gounod, Franz Liszt, Antón Rubinstein, Giacomo Meyerbeer y Giuseppe Verdi. A Rossini le gustaba llamarse a sí mismo un pianista de cuarta clase, pero los muchos pianistas famosos que asistieron a las veladas de las samedi soirs quedaron deslumbrados por su interpretación. Violinistas como Pablo Sarasate y Joseph Joachim, y los principales cantantes del momento eran invitados habituales. En 1860, Richard Wagner visitó a Rossini a través de una introducción del amigo de Rossini, Edmond Michotte, quien unos cuarenta y cinco años más tarde escribió su relato de la genial conversación entre los dos compositores.

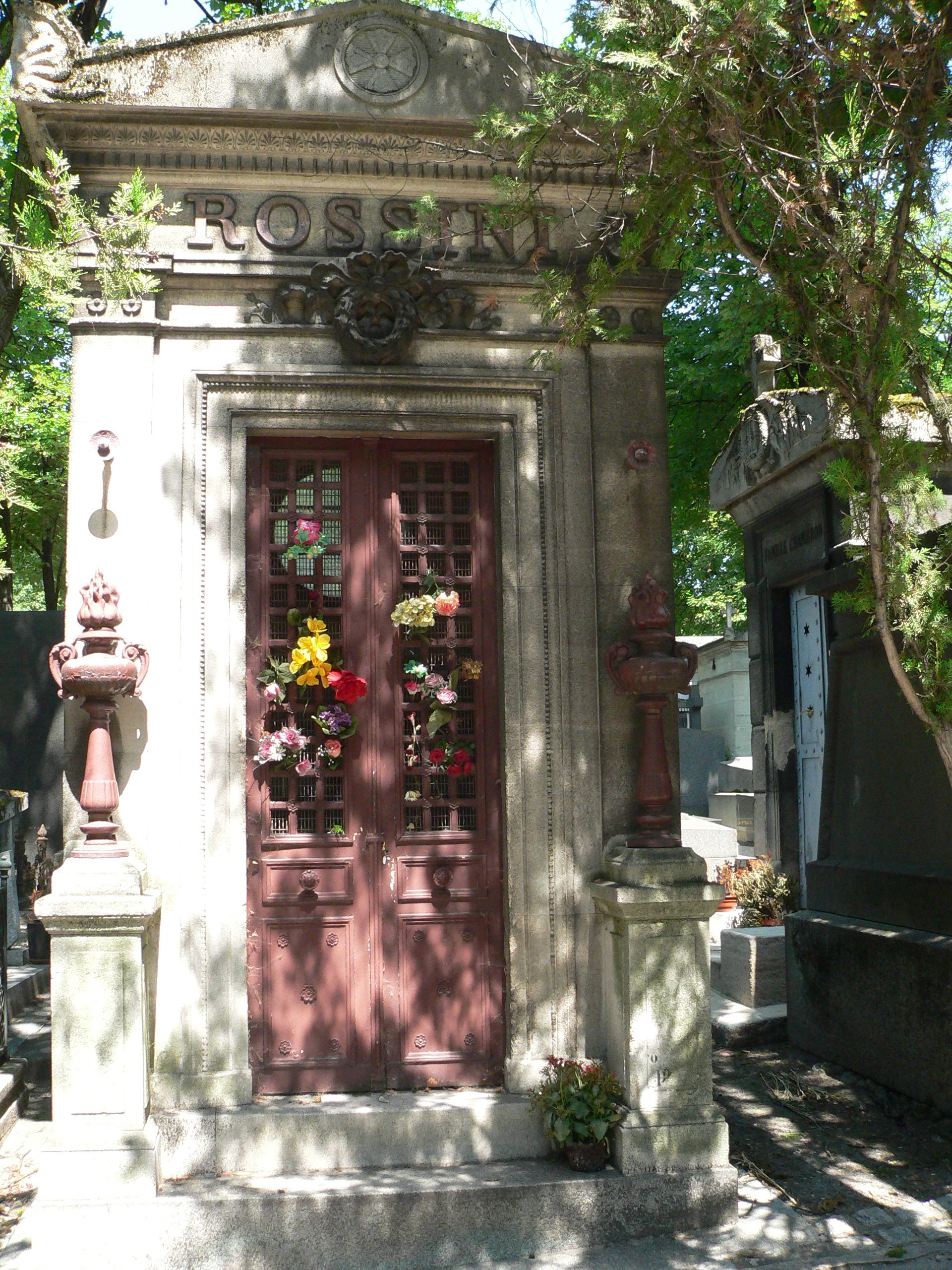
Tumba ahora vacía de Rossini en el cementerio del Père Lachaise en París

Una de las pocas obras tardías de Rossini destinadas a ser publicadas fue su Petite Messe Solennelle, estrenada en 1864. En el mismo año, Napoleón III lo nombró gran oficial de la Legión de Honor.
Después de una breve enfermedad y una operación fallida para tratar el cáncer colorrectal, Rossini falleció en Passy el 13 de noviembre de 1868 a la edad de setenta y seis años. Dejó a Olympe un interés vitalicio en su propiedad, que tras su muerte, diez años más tarde, pasó a la Comuna de Pésaro para el establecimiento de un Liceo Musicale, y financió una casa para cantantes de ópera jubilados en París. Después de un funeral al que asistieron más de cuatro mil personas en la iglesia de la Santa Trinidad de París y en el que se entonó la plegaria de su Mosè in Egitto, el cuerpo de Rossini fue enterrado en el cementerio del Père Lachaise. En 1887, sus restos fueron trasladados a la basílica de la Santa Cruz de Florencia.

## Obra

### «El código Rossini»

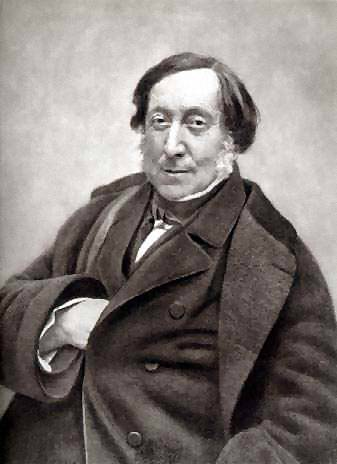
Rossini fotografiado por Nadar

El escritor Julian Budden, tomando nota de las fórmulas adoptadas desde el principio por Rossini en su carrera y seguidas constantemente por él a partir de entonces en lo que respecta a oberturas, arias, estructuras y conjuntos, las llamó «el código Rossini» en referencia al Código Napoleón, el sistema establecido por el emperador francés. El estilo general del compositor puede haber sido influenciado más directamente por los franceses: el historiador John Rosselli sugiere que el dominio francés en Italia a principios del siglo XIX significó que «la música había adquirido nuevas cualidades militares de ataque, ruido y velocidad - para ser escuchada en Rossini». Su enfoque hacia la ópera se vio inevitablemente moderado por los gustos cambiantes y las demandas del público. Los libretos formales «clasicistas» de Metastasio que habían apuntalado la ópera seria de finales del siglo XVIII fueron reemplazados por temas más al gusto de la época del Romanticismo, con historias que exigían una caracterización más fuerte y una acción más rápida; un compositor necesitaba satisfacer estas demandas o fracasaría. Las estrategias de Rossini respondieron a esta realidad. Un enfoque basado en fórmulas era logísticamente indispensable para su carrera, al menos al principio: en los siete años de 1812 a 1819, escribió 27 óperas, a menudo con muy poca antelación. Para La Cenicienta (1817), por ejemplo, tuvo poco más de tres semanas para escribir la música antes del estreno.
Estas presiones llevaron a otro elemento significativo de los procedimientos de composición de Rossini, no incluido en el «Código» de Budden, a saber, el reciclaje. El compositor a menudo transfería una obertura exitosa a óperas posteriores: así, la obertura de La piedra de toque se usó más tarde para la ópera seria Tancredi (1813), y (en la otra dirección) la obertura de Aureliano in Palmira (1813) terminó como (y hoy se conoce así) la obertura de la comedia El barbero de Sevilla. También volvió a emplear generosamente arias y otras secuencias en obras posteriores. Spike Hughes señala que de los veintiséis números de Eduardo e Cristina, producida en Venecia en 1817, se usaron diecinueve de obras anteriores. «El público ... estaba notablemente de buen humor ... y preguntaba con picardía por qué se había cambiado el libreto desde la última actuación». Rossini expresó su disgusto cuando el editor Giovanni Ricordi publicó una edición completa de sus obras en la década de 1850: «Las mismas piezas se encontrarán varias veces, porque pensé que tenía derecho a eliminar de mis fiascos aquellas piezas que parecían mejores, para rescatarlas del naufragio ... Un fracaso parecía estar bien y muerto, ¡y ahora mira que los han resucitado a todos!».

#### Oberturas
Philip Gossett señala que Rossini «fue desde el principio un consumado compositor de oberturas». Su fórmula básica para estas se mantuvo constante a lo largo de su carrera: Gossett las caracteriza como «movimientos de sonata sin secciones de desarrollo, generalmente precedidas de una introducción lenta» con «melodías claras, ritmos exuberantes [y] estructura armónica simple» y un clímax crescendo. Richard Taruskin también señala que el segundo tema siempre se anuncia en un solo de viento-madera, cuyo «ritmo pegadizo» «graba un perfil distinto en la memoria auditiva», y que la riqueza e inventiva de su manejo de la orquesta, incluso en estas primeras obras, marca el inicio de «el gran florecimiento del siglo XIX de la orquestación».

#### Arias

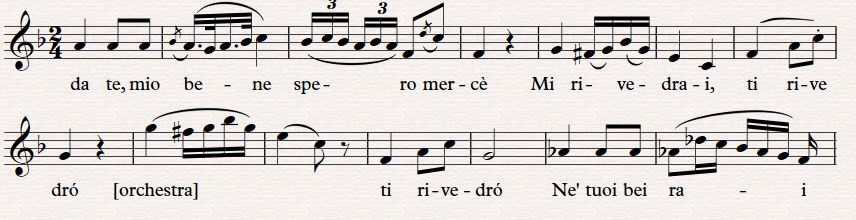
Extracto de «Di tanti palpiti» (Tancredi)

El manejo de Rossini de las arias (y dúos) en estilo cavatina marcó un desarrollo del lugar común del recitativo y el aria del siglo XVIII. En palabras de Rosselli, en sus manos «el aria se convirtió en un motor para liberar emociones». Su estructura de aria típica incluía una introducción lírica (cantabile) y una conclusión más intensa y brillante (cabaletta). Este modelo podría adaptarse de varias formas para avanzar la trama (en contraposición al manejo típico del siglo XVIII que resultaba en que la acción se detuviera cuando las repeticiones requeridas del aria da capo se llevaban a cabo). Por ejemplo, podrían estar puntuadas por comentarios de otros personajes (una convención conocida como pertichini), o el coro podría intervenir entre el cantabile y la cabaletta para estimular al solista. Si tales desarrollos no fueron necesariamente un invento de Rossini, él los hizo suyos mediante el experto manejo que hizo de ellos. Un hito en este contexto es la cavatina «Di tanti palpiti» de Tancredi, que tanto Taruskin como Gossett (entre otros) señalan como transformadora, «el aria más famosa que Rossini haya escrito», con una «melodía que parece capturar la belleza melódica y la inocencia característica de la ópera italiana». Ambos escritores señalan el toque rossiniano típico de evitar una cadencia «esperada» en el aria mediante un cambio repentino de la tonalidad de inicio de fa a la de la bemol (ver ejemplo). Taruskin nota el juego de palabras implícito, ya que las palabras hablan de regresar, pero la música se mueve en una nueva dirección. La influencia fue duradera; Gossett señala cómo el estilo de cabaletta rossiniano siguió conformando la ópera italiana incluso hasta en Aida (1871) de Giuseppe Verdi.

#### Estructura
Tal integración estructural de las formas de la música vocal con el desarrollo dramático de la ópera significó un cambio radical desde la primacía metastásica del aria. En las obras de Rossini, las arias solistas ocupan progresivamente una proporción menor de las óperas, en favor de los dúos (también típicamente en formato cantabile-caballetta) y conjuntos.
Durante finales del siglo XVIII, los creadores de la ópera bufa habían desarrollado cada vez más una integración dramática de los finales de cada acto. Los finales comenzaron a «extenderse hacia atrás» y tomaron una proporción cada vez mayor del acto y la estructura de una cadena musicalmente continua, acompañada en todo momento de orquesta, de una serie de secciones, cada una con sus propias características de velocidad y estilo, con lo que montaban un escena final clamorosa y vigorosa. En sus óperas cómicas, Rossini llevó esta técnica a su punto máximo y amplió su alcance mucho más allá de sus predecesores. Del final del primer acto de La italiana en Argel, Taruskin escribe que «recorriendo casi un centenar de páginas de partitura vocal en un tiempo récord, es la dosis única más concentrada de Rossini que existe».
De mayor importancia para la historia de la ópera fue la capacidad de Rossini para hacer progresar esta técnica en el género de la ópera seria. Gossett, en un análisis muy detallado del final del primer acto de Tancredi, identifica varios elementos en la práctica del compositor. Estos incluyen el contraste de secuencias de acción «cinéticas», a menudo caracterizadas por motivos orquestales, con expresiones de emoción «estáticas», la sección «estática» final en forma de caballetta, con todos los personajes uniéndose en las cadencias finales. Gossett afirma que es «desde la época de Tancredi que la caballetta ... se convierte en la sección final obligatoria de cada unidad musical en las óperas de Rossini y sus contemporáneos».

### Primeras obras

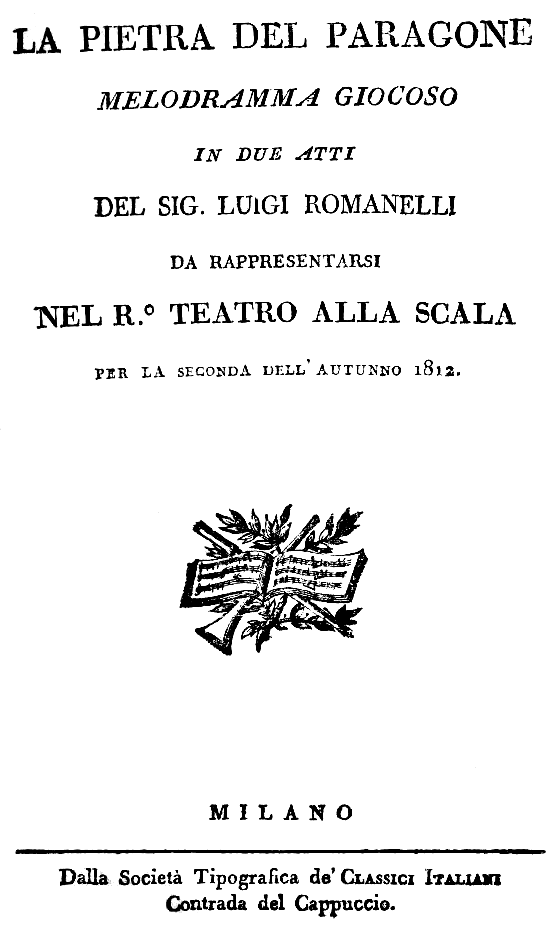
Portada del libreto de La piedra de toque

Con muy pocas excepciones, todas las composiciones de Rossini antes del Péchés de vieillesse de su retiro involucran a la voz humana. Sin embargo, su primera obra sobreviviente (aparte de una sola canción) es un conjunto de sonatas de cuerda para dos violines, violonchelo y contrabajo, escrita a la edad de 12 años, cuando apenas había comenzado su formación en composición. Melodiosas y atractivas, indican cuán alejado estaba el niño talentoso de la influencia de los avances en la forma musical desarrollados por Wolfgang Amadeus Mozart, Joseph Haydn y Ludwig van Beethoven; el acento está en la melodía cantabile, el color, la variación y el virtuosismo más que en el desarrollo transformacional. Estas cualidades también son evidentes en las primeras óperas de Rossini, especialmente en sus farsas (farsas de un acto), en lugar de sus óperas serias más formales. Gossett señala que estas primeras obras las escribió en un momento en que «los mantos depositados de Cimarosa y Paisiello estaban vacíos»: estos fueron los primeros pasos de Rossini, y cada vez más apreciados, al probárselos. El Teatro San Moisè de Venecia, donde se representó por primera vez su farsa, y el Teatro La Scala de Milán, que estrenó su ópera en dos actos La piedra de toque (1812), buscaban obras en esa tradición. Gossett señala que en estas óperas «la personalidad musical de Rossini comenzó a tomar forma ... emergen muchos elementos que permanecen a lo largo de su carrera», entre ellos «[un] amor por el sonido puro, por los ritmos agudos y efectivos». El efecto inusual empleado en la obertura de Il signor Bruschino (1813) desplegando arcos de violín tocando ritmos en atriles, es un ejemplo de tan ingeniosa originalidad.

### Italia (1813-1823)

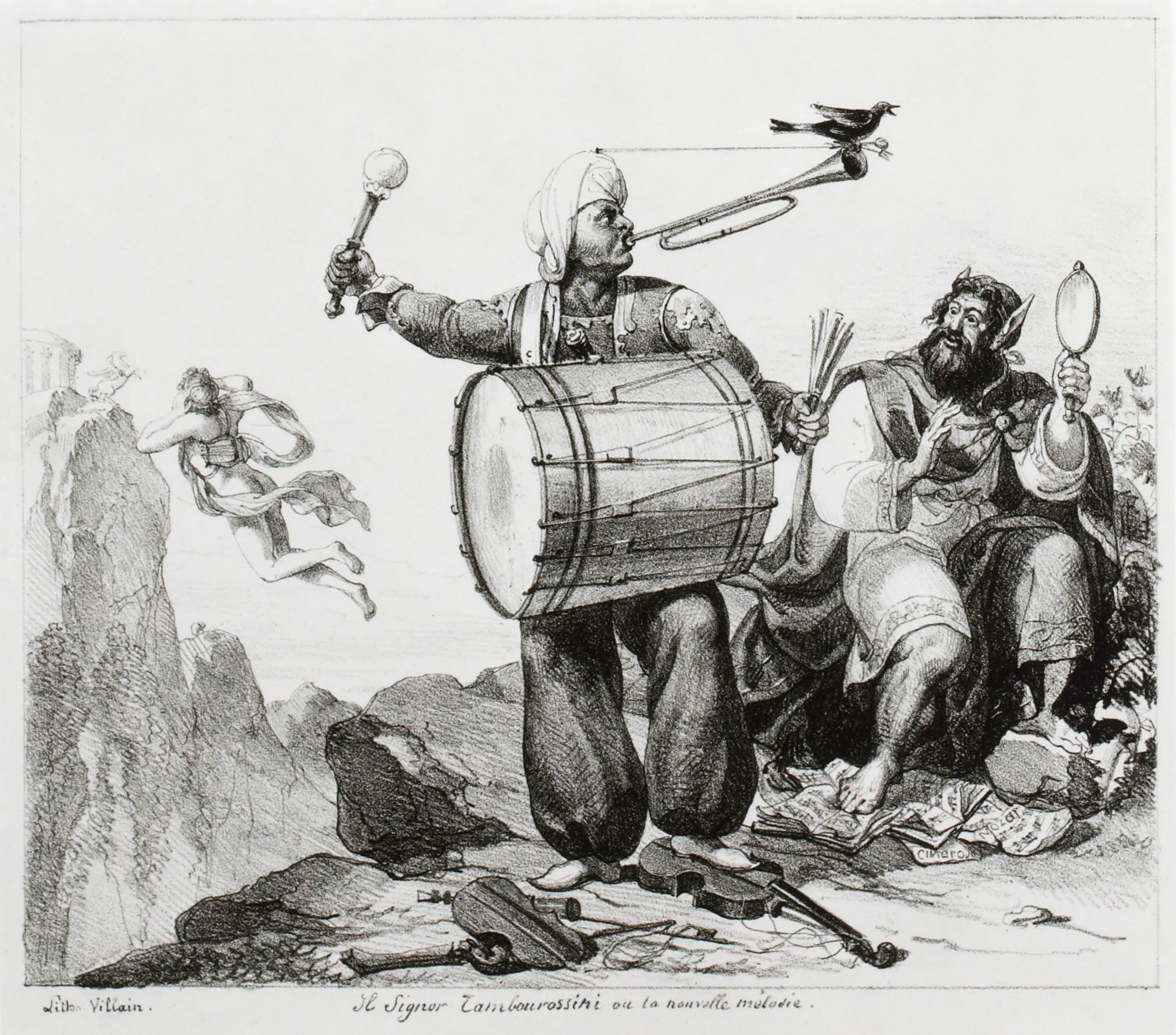
«Il signor Tambourossini, ou la nouvelle mélodie» (1821). Combinando el nombre del compositor con tambour (en francés, tambor), esta litografía del artista francés Paul Delaroche deja en claro la reputación europea de las primeras obras de Rossini como creador de ruido, incluida una trompeta y un tambor acompañados de una urraca, varias referencias a sus primeras óperas, y que lo muestra a él y al rey Midas literalmente pisoteando partituras y violines, mientras Apolo (el dios de la música) se escapa al fondo.

El gran éxito en Venecia de los estrenos de Tancredi y de la ópera cómica La italiana en Argel con unas pocas semanas de diferencia (6 de febrero de 1813 y 22 de mayo de 1813 respectivamente) puso el sello a la reputación de Rossini como el compositor de ópera en ascenso de su generación. Desde finales de 1813 hasta mediados de 1814 estuvo en Milán creando dos nuevas óperas para La Scala, Aureliano in Palmira y El turco en Italia. El castrato Giambattista Velluti cantó el papel de Arsace en Aureliano y fue el último papel de ópera que el compositor escribió para un cantante de castrato, ya que la norma se convirtió en el uso de voces contralto —otro signo de cambio en el gusto operístico—. Se rumoreaba que a Rossini le disgustaba la ornamentación de su música por parte de Velluti; pero de hecho, a lo largo de su período italiano, hasta Semiramide (1823), las líneas vocales escritas de Rossini se vuelven cada vez más floridas y esto se atribuye más apropiadamente al estilo cambiante del propio compositor.
El trabajo de Rossini en Nápoles contribuyó a este desarrollo estilístico. La ciudad, que fue la cuna de las óperas de Cimarosa y Paisiello, había tardado en reconocer al compositor de Pésaro, pero Domenico Barbaja lo invitó en 1815 con un contrato de siete años para administrar sus teatros y componer óperas. Por primera vez, pudo trabajar durante un largo período con una compañía de músicos y cantantes, entre ellos Isabella Colbran, Andrea Nozzari, Giovanni David y otros, quienes, como señala Gossett, «todos especializados en canto florido» y «cuyo talento vocal dejó una huella indeleble y no del todo positiva en el estilo de Rossini». Las primeras óperas de Rossini para Nápoles, Isabel, reina de Inglaterra y La gazzetta fueron en gran parte recicladas de obras anteriores, pero Otelo (1816) está marcada no sólo por sus virtuosas líneas vocales, sino por su último acto magistralmente integrado, con su drama subrayado por la melodía, la orquestación y el color tonal. Aquí, en opinión de Gossett, «Rossini alcanzó la mayoría de edad como artista dramático». Además comenta:

The growth of Rossini's style from Elisabetta, regina d'Inghilterra to Zelmira and, ultimately, Semiramide, is a direct consequence of th[e] continuity [he experienced in Naples]. Not only did Rossini compose some of his finest operas for Naples, but these operas profoundly affected operatic composition in Italy and made possible the developments that were to lead to Verdi.
El crecimiento del estilo de Rossini desde Isabel, reina de Inglaterra hasta Zelmira y, en última instancia, Semiramide, es una consecuencia directa de la continuidad [que experimentó en Nápoles]. Rossini no sólo compuso algunas de sus mejores óperas para Nápoles, sino que estas óperas afectaron profundamente la composición operística en Italia e hicieron posible los desarrollos que conducirían a Verdi.

A estas alturas, la carrera de Rossini estaba despertando interés en toda Europa. Otros vinieron a Italia para estudiar el renacimiento de la ópera italiana y utilizaron sus lecciones para progresar. Entre ellos estaba el berlinés Giacomo Meyerbeer que llegó a Italia en 1816, un año después del establecimiento de Rossini en Nápoles, y vivió y trabajó allí hasta que lo siguió a París en 1825. Usó a uno de los libretistas de Rossini, Gaetano Rossi, para cinco de sus siete óperas italianas, que se produjeron en Turín, Venecia y Milán. En una carta a su hermano de septiembre de 1818, incluye una crítica detallada de Otelo desde el punto de vista de un observador informado no italiano. Es mordaz acerca de los préstamos personales en los dos primeros actos, pero reconoce que el tercer acto «estableció tan firmemente la reputación de Rossini en Venecia que ni siquiera mil locuras podrían robarle. Pero este acto es divinamente hermoso, y lo que es tan extraño es que [sus] bellezas ... son descaradamente no rossinianas: recitativos excepcionales, incluso apasionados, acompañamientos misteriosos, mucho color local». El contrato de Rossini no le impidió emprender otros encargos y antes de Otelo, se había estrenado en Roma (febrero de 1816) El barbero de Sevilla, una gran culminación de la tradición de la ópera bufa. Richard Osborne cataloga sus excelencias:

Beyond the physical impact of ... Figaro's "Largo al factotum", there is Rossini's ear for vocal and instrumental timbres of a peculiar astringency and brilliance, his quick-witted word-setting, and his mastery of large musical forms with their often brilliant and explosive internal variations. Add to that what Verdi called the opera's "abundance of true musical ideas", and the reasons for the work's longer-term emergence as Rossini's most popular opera buffa are not hard to find.
Más allá del impacto físico de ... «Largo al factotum» de Fígaro, está el oído de Rossini para los timbres vocales e instrumentales de una astringencia y brillantez peculiares, su ingeniosa definición de palabras y su dominio de las grandes formas musicales con sus a menudo brillantes y explosivas variaciones internas. Agregue a eso lo que Verdi llamó la «abundancia de verdaderas ideas musicales» de la ópera, y las razones del surgimiento a largo plazo de la obra como la ópera bufa más popular de Rossini no son difíciles de encontrar.

Aparte de La Cenicienta (Roma, 1817) y el «boceto a pluma y tinta» farsa Adina (1818, no representada hasta 1826), las otras obras de Rossini durante su contrato con Nápoles estaban todas en la tradición de la ópera seria. Entre las más notables, todas con papeles virtuosos de canto, se encontraban Mosè in Egitto (1818), La dama del lago (1819), Maometto secondo (1820), todas representadas en Nápoles, y Semiramide, su última ópera escrita para Italia, puesta en escena en La Fenice de Venecia en 1823. Tanto Mosè como Maometto posteriormente sufrirían una reconstrucción significativa en París.

### Francia (1824-1829)

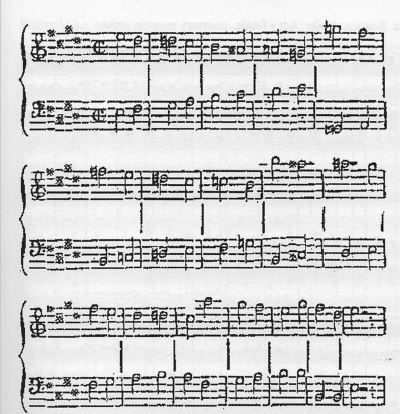
Extracto de Moïse et Pharaon publicado en Le Globe, 31 de marzo de 1827, en un artículo de Ludovic Vitet

Ya en 1818, Meyerbeer había escuchado rumores de que Rossini buscaba un puesto lucrativo en la Ópera de París: «Si [sus propuestas] son aceptadas, irá a la capital francesa y tal vez experimentemos cosas curiosas». Pasarían unos seis años antes de que esta profecía se hiciera realidad.
En 1824, Rossini, por contrato con el gobierno francés, se convirtió en director del Théâtre-italien de París, donde presentó la ópera El cruzado en Egipto de Meyerbeer y para la que escribió El viaje a Reims para celebrar la coronación de Carlos X (1825). Esta fue su última ópera con libreto italiano, y luego la reutilizó para crear su primera ópera francesa, El conde Ory (1828). Un nuevo contrato en 1826 significaba que podía concentrarse en las producciones de la Ópera y, con este fin, revisó sustancialmente Maometto secondo como Le Siège de Corinthe (1826) y Mosé como Moïse et Pharaon (1827). En consonancia con el gusto francés, las obras se ampliaron (cada una en un acto), las líneas vocales de las revisiones son menos floridas y se realzó la estructura dramática, con la proporción de arias reducida. Una de las adiciones más llamativas fue el coro al final del Acto III de Moïse, con una repetición crescendo de una línea de bajo ascendente diatónica, subiendo primero en una tercera menor, luego en una tercera mayor, en cada aparición, y una línea superior cromática descendente, que despertaba la emoción del público.
El contrato con el gobierno requería que creara al menos una nueva grand opéra y Rossini se decidió por la historia de Guillermo Tell y trabajó en estrecha colaboración con el libretista Étienne de Jouy. La historia en particular le permitió satisfacer «un interés subyacente en los géneros relacionados de la música folclórica, pastoral y pintoresca». Esto queda claro en la obertura, que es explícitamente programática al describir el clima, el paisaje y la acción, y presenta una versión del ranz des vaches, la llamada del pastor suizo, que «sufre una serie de transformaciones durante la ópera» y expresa en opinión de Richard Osborne «algo del carácter de un leitmotiv». En opinión del historiador musical Benjamin Walton, Rossini «satura la obra con el color local hasta tal punto que hay espacio para poco más». Así, el papel de los solistas se reduce significativamente en comparación con otras de sus óperas, el héroe ni siquiera tiene un aria propia, mientras que el coro del pueblo suizo está constantemente en los primeros planos musicales y dramáticos.
Guillermo Tell se estrenó en agosto de 1829. Rossini también proporcionó para la Ópera una versión más corta, en tres actos, que incorporaba la sección final pas redoublé (marcha rápida) de la obertura en su final. Se representó por primera vez en 1831 y se convirtió en la base de las futuras producciones de la Ópera. La obra tuvo mucho éxito desde el principio y fue revivido con frecuencia. En 1868, el compositor estuvo presente en su 500.ª actuación en la Ópera. Le Globe había informado con entusiasmo en su inauguración que «se ha abierto una nueva época no sólo para la ópera francesa, sino también para la música dramática en otros lugares». Resultó que se trataba de una época en la que Rossini no participaría.

### Retirada (1830-1868)
El contrato de Rossini le exigía proporcionar cinco nuevas obras para la Ópera durante 10 años. Después del estreno de Guillermo Tell ya estaba considerando algunos temas de ópera, incluido el Fausto de Johann Wolfgang Goethe, pero las únicas obras significativas que completó antes de abandonar París en 1836 fueron el Stabat Mater, escrito para un encargo privado en 1831 (luego completado y publicado en 1841), y la colección de música vocal de salón Soirées musicales publicada en 1835. Residente en Bolonia, se dedicó a enseñar canto en el Liceo Musicale, y también creó un pastiche de Guillermo Tell, Rodolfo di Sterlinga, en beneficio del cantante Nikolai Ivánov, para el que Giuseppe Verdi proporcionó algunas arias nuevas. La demanda continua en París dio como resultado la producción de una «nueva» versión francesa de Otelo en 1844 (con la que Rossini no participó) y una «nueva» ópera, Robert Bruce, para la que Rossini cooperó con Louis Niedermeyer y otros para reformular la música de La dama del lago y otras de sus obras poco conocidas en París para encajar en un nuevo libreto. El éxito de ambas fue, cuando menos, limitado.
Hasta que Rossini regresó a París en 1855 no hubo signos de un renacimiento de su espíritu musical. Un torrente de piezas, para voces, coro, piano y conjuntos de cámara, escritas para sus veladas, los Péchés de vieillesse se publicaron en trece volúmenes desde 1857 hasta 1868. De estos volúmenes 4 a 8 comprenden «56 piezas de piano semicómicas ... dedicadas a pianistas de cuarta clase, a las que tengo el honor de pertenecer». Estos incluyen una marcha fúnebre simulada, Marche et reminiscences pour mon dernier voyage. Gossett escribe sobre Péchés «su posición histórica está por evaluar, pero parece probable que su efecto, directo o indirecto, en compositores como Camille Saint-Saëns y Erik Satie fue significativo».
La obra más sustancial de la última década de Rossini, la Petite Messe Solennelle (1863), la escribió para pequeñas fuerzas (originalmente voces, dos pianos y armonio) y, por lo tanto, inadecuada para actuaciones en salas de conciertos; y como incluía voces de mujeres, era inaceptable para las representaciones en iglesias en ese momento. Por estas razones, sugiere Richard Osborne, la pieza ha sido algo pasada por alto entre sus composiciones. No es ni especialmente petite (pequeña) ni completamente solennelle (solemne), pero se destaca por su gracia, contrapunto y melodía. Al final del manuscrito, el compositor escribió:

Dios mío, aquí se acabó esta pobre misa. ¿Es música sacra la que he escrito, o música maldita? Nací para la ópera bufa, como bien sabes. Un poco de técnica, un poco de corazón, eso es todo. Bendito sea entonces y concédeme el Paraíso.

## Influencia y legado

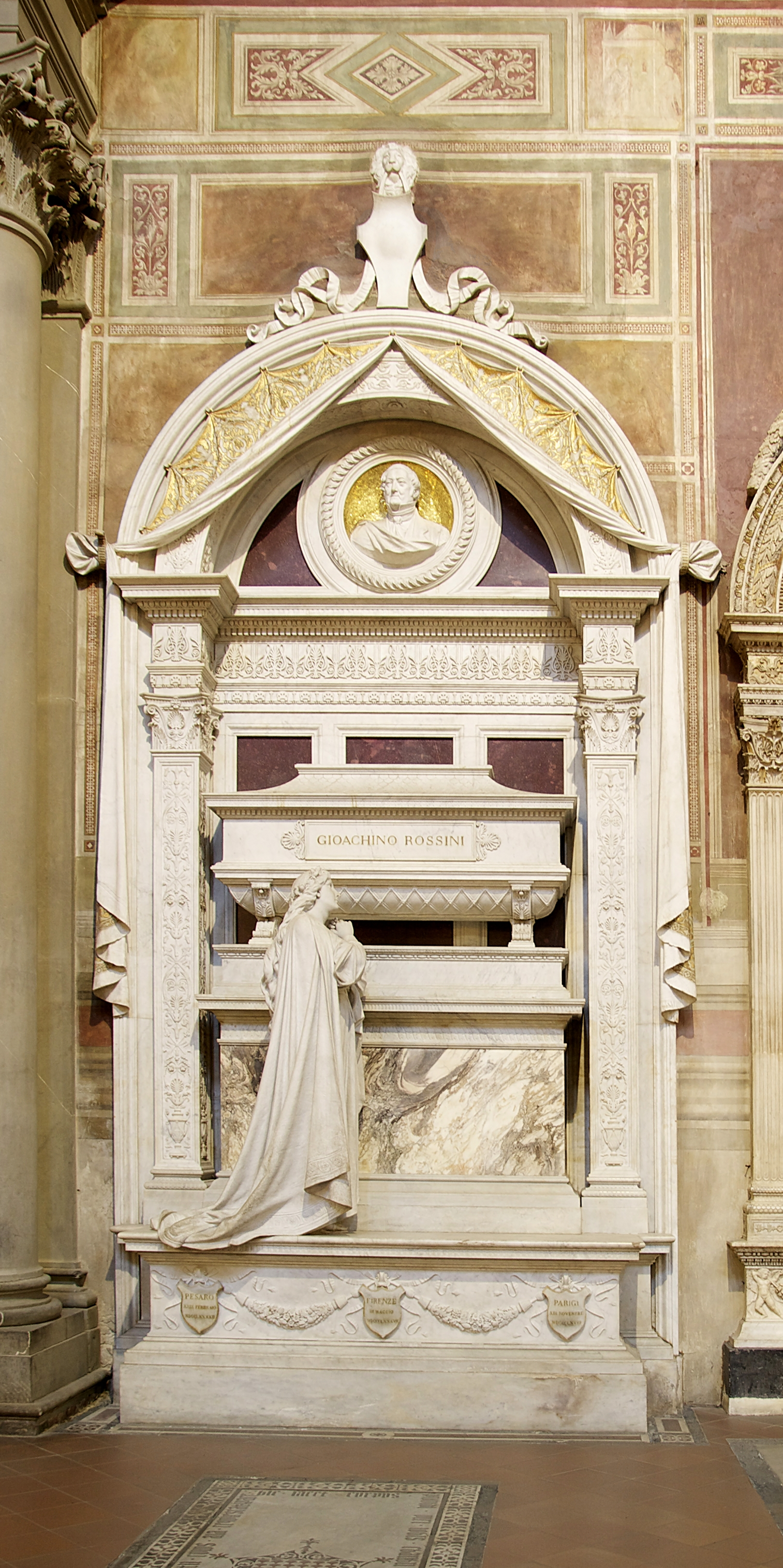
Tumba de Rossini en su ubicación final, la Basílica de la Santa Croce de Florencia. Escultura obra de Giuseppe Cassioli (1900)

La popularidad de las melodías de Rossini llevó a muchos virtuosos contemporáneos a crear transcripciones para piano o fantasías basadas en ellas. Los ejemplos incluyen la fantasía de Sigismond Thalberg sobre temas de Moïse et Pharaon, los conjuntos de variaciones sobre «Non più mesta» de La Cenicienta de Henri Herz, Frédéric Chopin, Franz Hünten, Anton Diabelli y Friedrich Burgmüller, y las transcripciones de Franz Liszt de la obertura de Guillermo Tell (1838) y las Soirées musicales.
La continua popularidad de sus óperas cómicas (y el declive en la puesta en escena de su serie de óperas), el derrocamiento de los estilos de canto y puesta en escena de su período y el concepto emergente del compositor como «artista creativo» en lugar de artesano, disminuyó y distorsionó su lugar en la historia de la música a pesar de que las formas de la ópera italiana continuaron hasta el período del verismo para estar en deuda con sus innovaciones. El estatus de Rossini entre sus compositores italianos contemporáneos se refleja en la Messa per Rossini, un proyecto iniciado por Giuseppe Verdi pocos días después de la muerte de Rossini, que él y una docena de otros compositores crearon en colaboración.
Si el principal legado de Rossini a la ópera italiana fue en las formas vocales y la estructura dramática para la ópera seria, su legado a la ópera francesa fue proporcionar un puente de la ópera bufa al desarrollo de la opéra-comique (y de allí, a través de las opéra bouffes de Jacques Offenbach al género de la opereta). Opéras comiques que muestran una deuda con el estilo de Rossini incluyen La dama blanca (1825) de François-Adrien Boieldieu y Fra Diavolo (1830) de Daniel Auber, así como obras de Ferdinand Hérold, Adolphe Adam y Fromental Halévy. Hector Berlioz fue crítico con el estilo de Rossini, quien escribió sobre su «cinismo melódico, su desprecio por lo dramático y el buen sentido, su repetición interminable de una sola forma de cadencia, su crescendo pueril eterno y su percusión brutal».
Quizás era inevitable que la formidable reputación que Rossini había construido durante su vida se desvaneciera a partir de entonces. En 1886, menos de veinte años después de la muerte del compositor, Bernard Shaw escribió: «El una vez universal Rossini, cuya Semiramide parecía a nuestros ingenuos abuelos una maravilla ninvesca, finalmente dejó de ser considerado un músico serio». En una reseña de El barbero de Sevilla de 1877, señaló que Adelina Patti cantó como bis en la escena de la lección de «Home! Sweet Home!» pero que «la ópera resultó tan intolerablemente aburrida que algunos de su público ya habían mostrado su aprecio por el sentimiento de la balada de la manera más práctica».

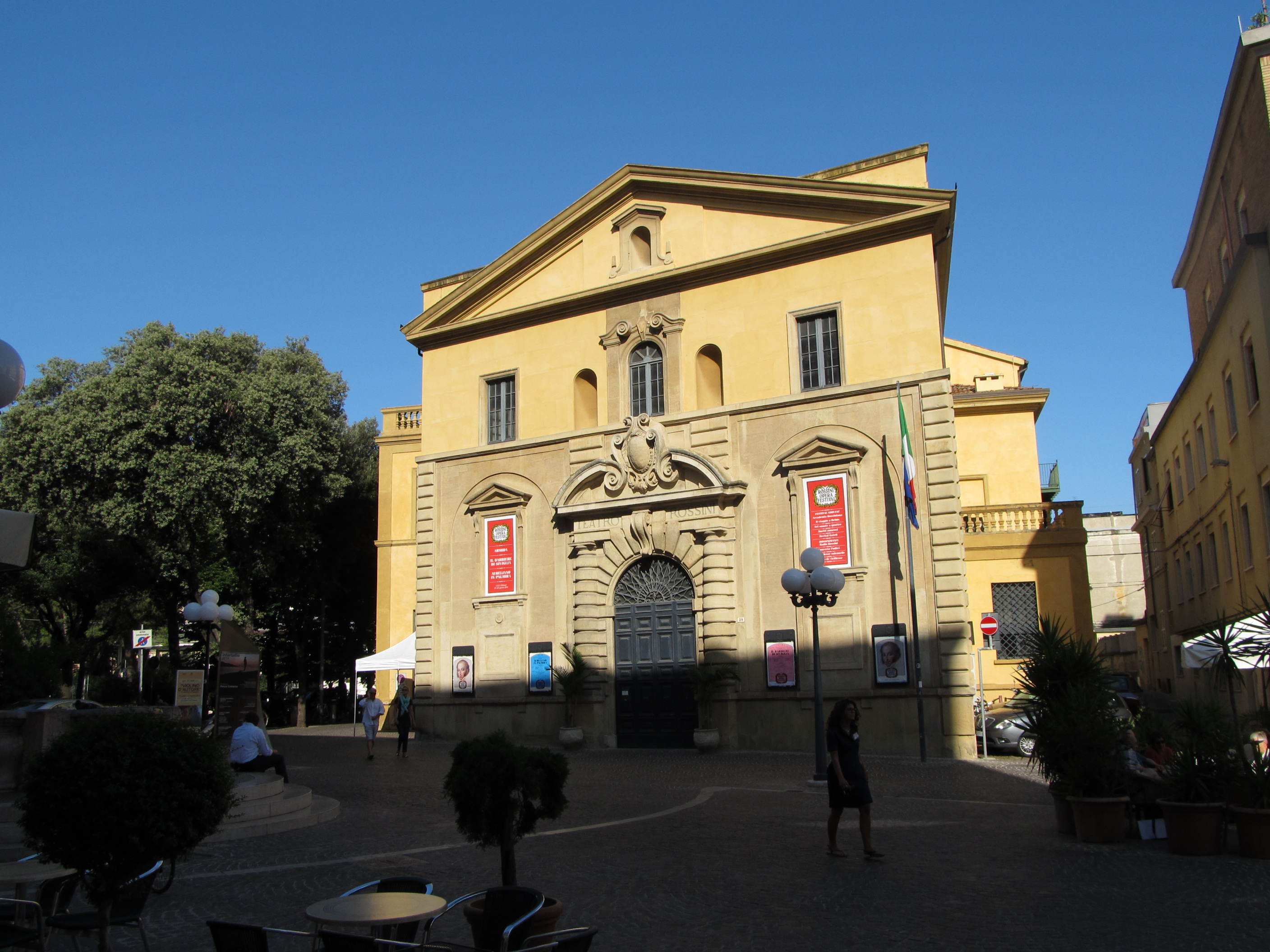
Fachada del Teatro Rossini en Pésaro, donde tiene lugar el Rossini Opera Festival

A principios del siglo XX, Rossini recibió homenajes tanto de Ottorino Respighi, que había orquestado extractos de la Péchés de viellesse tanto en su ballet La boutique fantasque (1918) como en su suite Rossiniana de 1925, y de Benjamin Britten, que adaptó música de Rossini para dos suites, Soirées musicales (Op. 9) en 1936 y Matinées musicales (Op. 24) en 1941. Richard Osborne destaca la biografía en tres volúmenes de Rossini de Giuseppe Radiciotti (1927-1929) como un importante punto de inflexión hacia la apreciación positiva, que también puede haber sido ayudado por la tendencia de neoclasicismo en la música. Una revaluación firme de la importancia de Rossini comenzó sólo más tarde en el siglo XX a la luz del estudio y la creación de ediciones críticas de sus obras. Uno de los principales impulsores de estos desarrollos fue la Fondazione G. Rossini que fue creada por la ciudad de Pésaro en 1940 utilizando los fondos que el compositor había dejado a la ciudad. Desde 1980, la Fondazione ha apoyado el Rossini Opera Festival anual en Pésaro y se dedica a conservar los documentos que le pertenecieron, a dar a conocer su vida y obra, a atesorar las partituras autógrafas y a elaborar ediciones críticas de sus composiciones, entre otras tareas. Existe también la Fundación Rossini de México que, al igual que la italiana, presenta el Festival Rossini en ese país con una difusión de la figura del músico italiano. 
En el siglo XXI, el sitio web de listado de actuaciones Operabase registra 2319 representaciones de 532 producciones de óperas de Rossini en 255 lugares de todo el mundo entre 2017 y 2019. El barbero de Sevilla fue la sexta ópera más representada en todo el mundo, con 965 representaciones de 217 producciones distintas, y La Cenicienta fue la decimonovena, con 414 actuaciones de 78 producciones. Se producen regularmente otras óperas, como El conde Ory, La dama del lago, La gazza ladra, Guillermo Tell, La italiana en Argel, La scala di seta, El turco en Italia y El viaje a Reims. Otras piezas de Rossini en el repertorio internacional actual, presentadas de vez en cuando, incluyen Adina, Armida, Isabel, reina de Inglaterra, Ermione, Mosè in Egitto y Tancredi. En Bad Wildbad (Alemania) se presenta Rossini in Wildbad, un festival de música anual con óperas cortas y menos conocidas. Se han grabado todas las óperas de Rossini.

### En la cultura popular

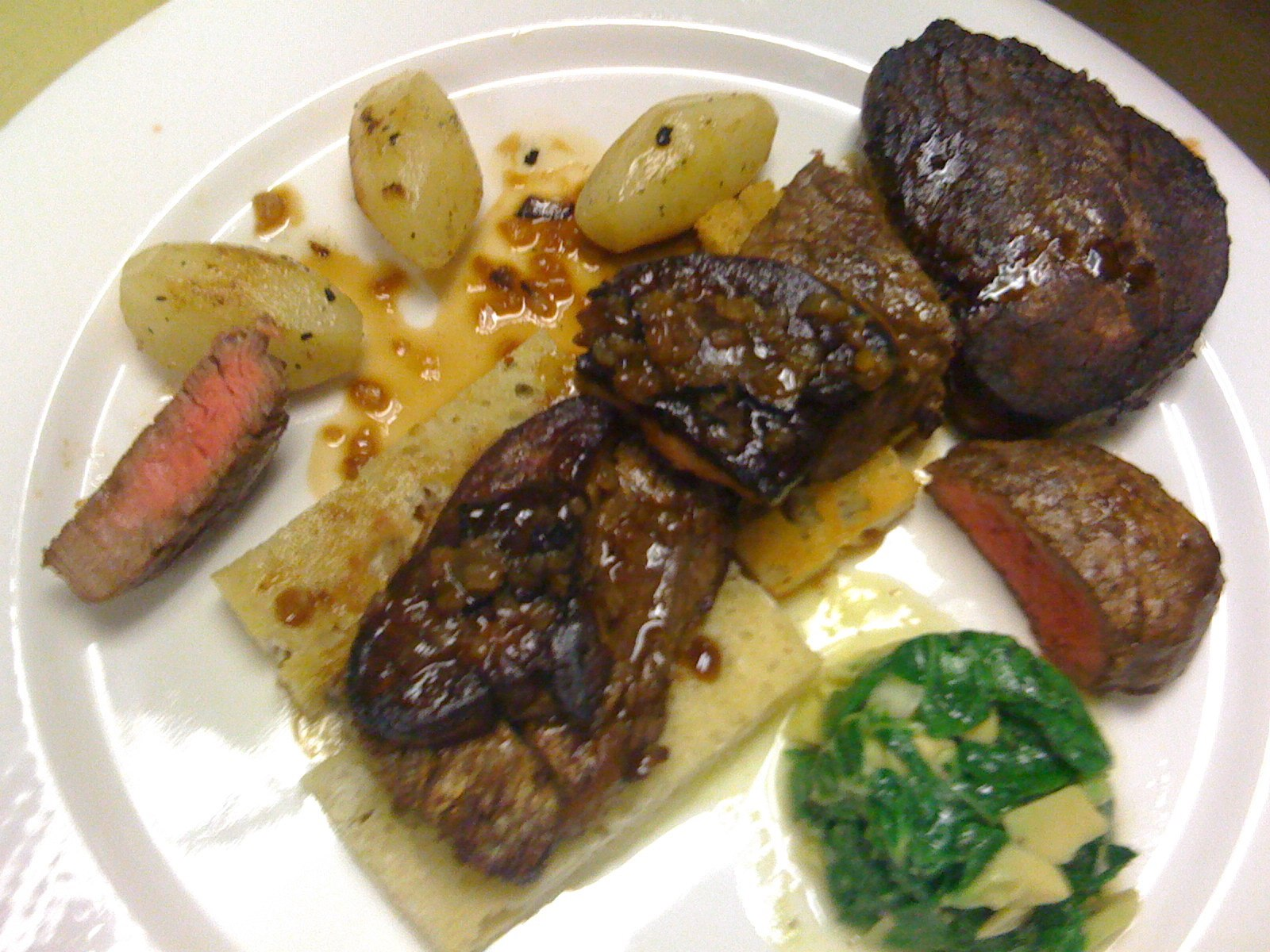
Turnedó Rossini

Se ha mostrado al compositor biográficamente en varias ocasiones en el cine, la mayoría de ellas de forma breve como personaje secundario, aunque también ha sido protagonista, como en Rossini (1942) dirigida por Mario Bonnard y con Nino Besozzi en el personaje del compositor; o en Rossini! Rossini! (1991) de Mario Monicelli, con Sergio Castellitto y Philippe Noiret interpretando a Rossini de joven y anciano, respectivamente, y con Jacqueline Bisset en el papel de Isabella Colbran. Se ha usado su música en más de 750 películas y programas de televisión.
Rossini era un gran gourmet y varios platos de alta cocina recibieron su nombre por él. Algunos de ellos aparecieron más tarde en los menús de su casa después de que regresara a vivir a París en la década de 1850. Incluían Turnedó Rossini, Crema alla Rossini, Frittata alla Rossini y eran platos sofisticados que generalmente involucraban el uso de trufas y foie gras. El cóctel Rossini, elaborado con vino blanco espumoso (generalmente Prosecco) y pulpa de fresas también recibe su nombre por el compositor.
El asteroide (8181) Rossini, descubierto por Liudmila Zhuravliova el 28 de septiembre de 1992, recibe su nombre en su honor. La punta Rossini, punto cubierto de nieve en la costa sur de la isla Alejandro I en la Antártida, lleva su nombre por el compositor.

## Honores
Durante su vida, Rossini recibió las condecoraciones más importantes de Francia e Italia, como Caballero Gran Cruz de la Orden de los Santos Mauricio y Lázaro, Caballero Gran Cruz de la Orden de la Corona de Italia, Caballero de la Orden de la Legión de Honor, Gran oficial de la Orden de la Legión de Honor y Caballero de la Orden Pour le Mérite. Además, fue miembro de la Academia de Bellas Artes y Asociado extranjero.